# Vision Racing
Vision Racing ist ein Automobilsport-Team, das von 2005 bis 2009 in der IndyCar Series antrat. Es gehörte bis Anfang 2010 dem ehemaligen Serieneigentümer Tony George.

## IndyCar-Series-Engagement

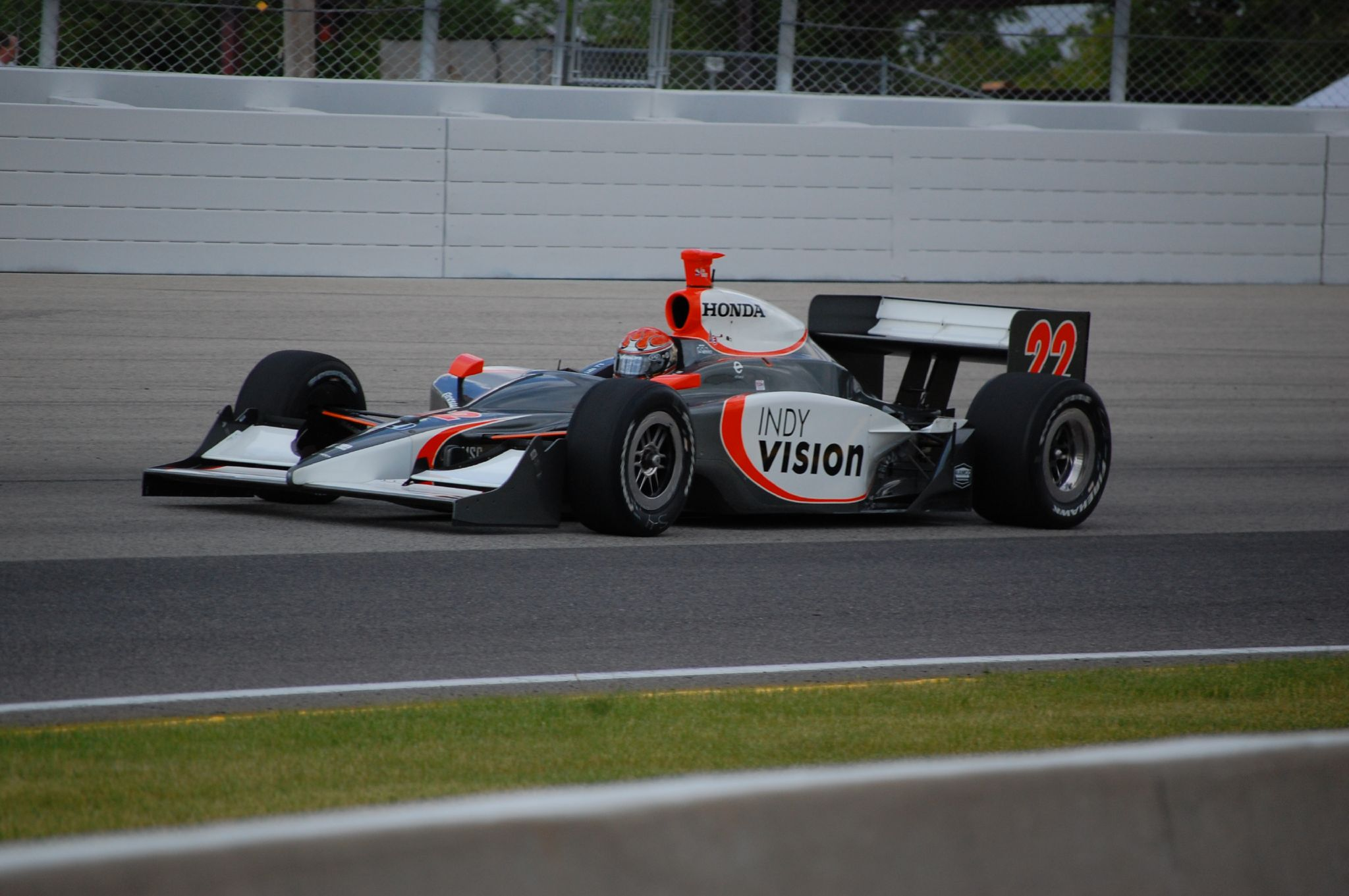
1. 22 A. J. Foyt IV in der Saison 2007

Das Team wurde 2005 aus den Resten des geschlossenen Rennstalls Kelley Racing gegründet. Einziger Fahrer in der Debüt-Saison war Ed Carpenter, Stiefsohn von Tony George. Die Leistungen waren eher bescheiden und reichten nicht ansatzweise an das siegfähige Vorgängerteam heran.
In der Saison 2006 war Tomas Scheckter zweiter Fahrer und die Ergebnisse wurden deutlich besser. Ein drittes Auto mit Townsend Bell für das Indy 500 konnte sich hingegen nicht qualifizieren. In der Saison 2007 wurde das Team dann mit A. J. Foyt IV auf drei Autos für die komplette Saison erweitert. Beim Indy 500 kam gar noch ein viertes mit Davey Hamilton hinzu.
Für die Saison 2008 verließ Scheckter das Team, um zum neu gegründeten Luczo-Dragon-Racing-Rennstall zu wechseln. Die anderen Fahrer, inklusive des Gaststarts von Hamilton beim Indy 500, blieben dagegen erhalten; zudem bestritt Paul Tracy das Edmonton-Rennen für das Team.
In der Saison 2009 war Ed Carpenter der einzige durchgängige Fahrer des Teams. Neben ihm kam noch Ryan Hunter-Reay bei den ersten sechs Rennen zum Einsatz. Carpenter gelang mit einem zweiten Platz beim Rennen auf dem Kentucky Speedway das bislang beste Resultat des Teams in dieser Serie.
Anfang 2010 zog sich Vision Racing als eigenständiges Team zurück, kooperierte bis zum Saisonende aber bei vier Rennen mit Panther Racing, wobei jeweils Ed Carpenter zum Einsatz kam. Seither ist es nicht mehr in Erscheinung getreten.

## Andere Rennserien
Neben dem Engagement in der IndyCar Series war das Team 2005 auch in der Nachwuchsserie Indy Pro Series aktiv; die meisten der damals eingesetzten Fahrer tauchten jedoch nicht wieder in höheren Rennserien auf. Für das Jahr 2009 kehrte Vision Racing in die, nun in „Indy Lights“ umbenannte, Serie zurück. Der einzige Fahrer, James Davison, belegte am Ende den zweiten Rang in der Meisterschaft.
Darüber hinaus gab es während der gesamten Teamgeschichte immer wieder Einsätze in der Grand-Am-Serie.

## Fahrer
- John Andretti (2008) (Grand-Am Sports Car Series)
- Townsend Bell (2006) (IndyCar Series)
- Nick Bussell (2005) (Indy Pro Series)
- Ed Carpenter (2005–2009) (IndyCar Series, Indy Pro Series, Grand-Am Sports Car Series)
- James Davison (2009) (Indy Lights)
- Jay Drake (2005) (Indy Pro Series)
- A. J. Foyt IV (2007–2008) (IndyCar Series, Grand-Am Sports Car Series)
- Tony George (2007–2008) (Grand-Am Sports Car Series)
- Phil Giebler (2005) (Indy Pro Series)
- Stephan Gregoire (2007) (Grand-Am Sports Car Series)
- Davey Hamilton (2007, 2008) (IndyCar Series; jeweils nur das Indy 500)
- Ryan Hunter-Reay (2009) (IndyCar Series)
- Vítor Meira (2008) (Grand-Am Sports Car Series)
- Tomas Scheckter (2006–2007) (IndyCar Series, Grand-Am Sports Car Series)
- Paul Tracy (2008) (IndyCar Series; nur das Rennen in Edmonton)

## Anmerkung
1. ↑  Miteigentümer des Teams: Laura George, Patrick Dempsey (Quelle (Memento vom 24. März 2009 im Internet Archive)) und Lauren George (Quelle (Memento vom 25. August 2012 im Internet Archive))